# Razzia
Razzia é um filme de drama marroquino de 2017 dirigido e escrito por Nabil Ayouch. Foi selecionado como representante de seu país ao Oscar de melhor filme estrangeiro em 2018.

## Elenco
- Maryam Touzani - Salima
- Arieh Worthalter - Joe
- Amine Ennaji - Abdallah
- Abdelilah Rachid - Hakim